# ATC代码 (V06)
ATC代码V06（一般营养药）是解剖学治疗学及化学分类系统的一个药物分组，这是由世界卫生组织药物统计方法整合中心所制定的药品及其它医用产品的官方分类系统。分组V06是V其它的一部分。
兽用代码（ATCvet码）可以在人用ATC代码前加Q字母：QV06等。
国家ATC分类可能包括列表中没有的其它分类，列表为世界卫生组织（WHO）版本。

## V06B 蛋白质补充（Protein supplements）
空组

## V06D 其它营养（Other nutrients）

### V06DC 碳水化合物（Carbohydrates）
V06DC01 葡萄糖（Glucose）
V06DC02 果糖（Fructose）